# اسکتی‌کوک (روستا)، نیویورک
اسکتی‌کوک (به انگلیسی: Schaghticoke) یک روستا در ایالات متحده آمریکا است که در شهرستان رنسلیر، نیویورک واقع شده‌است. اسکتی‌کوک ۲٫۳ کیلومتر مربع مساحت و ۵۹۲ نفر جمعیت دارد و ۱۰۹ متر بالاتر از سطح دریا واقع شده‌است.